# Obligación facultativa
Obligación facultativa es en derecho, una especie de obligación de objeto múltiple que consiste en que el deudor debe a su acreedor una cosa determinada, pero se le faculta para pagar con otra cosa distinta, designada de antemano en el contrato.

## Características
- El objeto debido es uno solo. Por consiguiente, el acreedor sólo puede exigir la única cosa debida. La doctrina dice que en el fondo es una obligación de objeto único para el acreedor y de simple objeto múltiple para el deudor.[2]
- El deudor puede pagar con otro objeto, pues está facultado para ello.
- Al contratar debe estipularse expresamente la facultad para cumplir facultativamente la obligación, de lo contrario se entiende que hay una obligación alternativa.
- La elección siempre es sólo del deudor.

## Efectos
Los efectos de esta clase de obligación son los mismos de una obligación de objeto único, ya que el objeto debido es uno solo.
- El acreedor únicamente puede exigir la cosa debida y no aquella con que se le facultó al deudor para pagar.
- Si la cosa debida es una cosa específica y esta se destruye por caso fortuito, la obligación del deudor se extingue, aunque subsista la cosa con que se le facultó para pagar. Al revés, si se destruye la facultad, no por ello se extingue la obligación del deudor. El único efecto que produce es que perderá la chance de pagar con la cosa con que se la facultó.
- Si la cosa debida es una cosa específica y esta se destruye por culpa del deudor, el acreedor puede demandar solamente el precio de la cosa debida más la indemnización de perjuicios, y no la otra cosa con que se le faculta al deudor para pagar.
- Si la cosa debida con que se le faculta al deudor para pagar se destruye por su culpa o dolo, el acreedor nada puede hacer contra el deudor.